# Mariano d'Ayala
Mariano d'Ayala (Messina, 14 giugno 1808 – Napoli, 26 marzo 1877) è stato un militare, politico e scrittore italiano.

## Biografia
Studiò all'Accademia Militare della Nunziatella di Napoli uscendone nel 1828 con il grado di alfiere. Dapprima fu ligio ai Borbone e, distintosi per le proprie qualità e doti, fu richiamato alla Nunziatella come insegnante. Fu però oggetto di sospetti, in particolare per le sue idee liberali che gli costarono dapprima l'allontanamento dall'insegnamento (1843), poi l'arresto con l'accusa di complotto contro lo stato borbonico (nel 1844 e nel 1847). Nel 1848 il governo costituzionale di Carlo Troya lo nominò intendente dell'Abruzzo Ultra, la provincia dell'Aquila. Dopo il colpo di mano di Ferdinando II del 15 maggio 1848, con cui venne sciolto il parlamento democratico e sostituito il ministero Troya con uno reazionario, si rifugiò in Toscana.
A Firenze partecipò al governo del Ministero Guerrazzi del 1848 con l'incarico di ministro della guerra, carica che però abbandonò presto non condividendo gli ideali d'azione di Guerrazzi.
Fu a Torino dal 1852 al 1860 e di seguito a Napoli dove assunse il comando della Guarda Nazionale.  Massone, rappresentò la Loggia "Bandiera e Moro" di Firenze all'Assemblea massonica costituente di Napoli del 21 e 22 giugno 1867. Il 15 maggio 1876 fu nominato senatore del Regno.
Morì a Napoli ove il suo corpo giace imbalsamato e visibile in una cappella al cimitero di Poggioreale nel Recinto degli uomini illustri.

## Opere
Durante la sua vita è stato anche autore di numerose opere, tra le quali possono essere ricordate, tra le più significative:
- Memorie storico-militari dal 1734 al 1815, Napoli: tip. di F. Fernandes, 1835
- Le vite de' più celebri capitani e soldati napoletani dalla giornata di Bitonto fino a' dì nostri, di Mariano d'Ayala. Napoli: Stamperia dell'Iride, 1843 (Google libri)
- Napoli militare, Napoli: Stamperia dell'Iride, 1847 (Google libri)
- Biografia di Giuseppe barone Rosaroll, maresciallo di campo napolitano, Napoli: Tipografia G. Cannavacciuoli, 1848
- Degli eserciti nazionali, Firenze: Tipografia Italiana, 1850
- I piemontesi in Crimea, Firenze: Società editrice (Firenze: Barbera, Bianchi e C.), 1858
- Vite degl'italiani benemeriti della libertà e della patria, Firenze: Coi tipi di M. Cellini, 1868. Edizione postuma a cura dei figli: Vite degl'italiani benemeriti della libertà e della patria, uccisi dal carnefice, Roma ecc.: Fratelli Bocca, 1883
- I Liberi Muratori di Napoli nel secolo XVIII, in Archivio storico per le Provincie napoletane, XXIII, 1898,  pp. 84 e succ..